# بانک مکزیک
بانک مکزیک (اسپانیایی: Banco de México‎) بانک مرکزی مکزیک است، که در سال ۱۹۲۵ تأسیس شد.